# Godzina największego ruchu

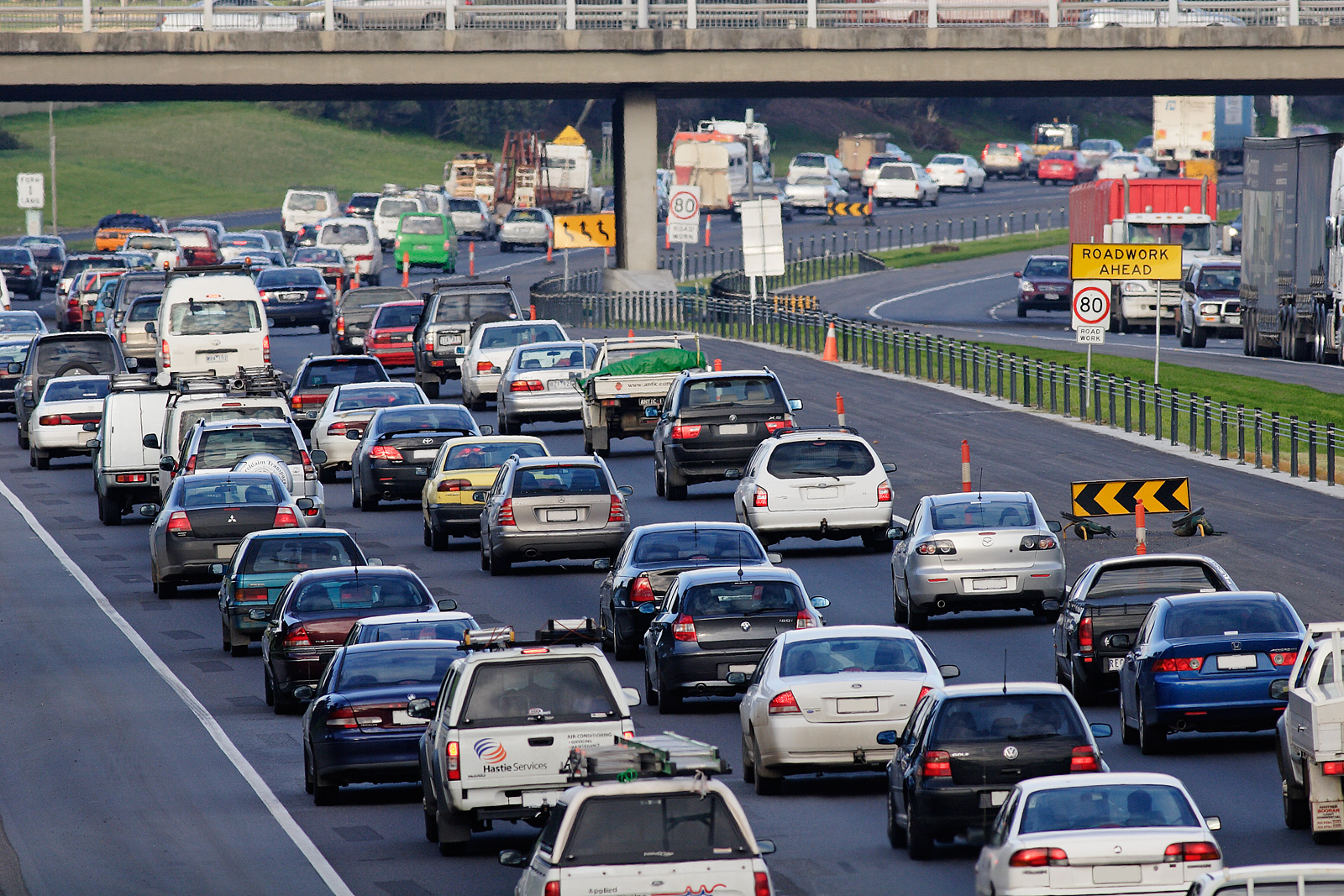
Godzina szczytu w Melbourne

Godzina największego ruchu (GNR) – okres kolejnych 60 minut z jednej doby, podczas którego występuje maksymalny całkowity ruch telekomunikacyjny.
Zamiast kolejnych 60 minut godzinę największego ruchu często określa się (zwłaszcza w systemach pomiarowych) dla czterech kolejnych kwadransów.
Może wystąpić więcej niż jedna godzina największego ruchu w ciągu doby, w przypadku występowania natłoków.
Wielkość ruchu w GNR jest wykorzystywana do projektowania wydajności ruchowej i ilości wyposażenia systemów telekomunikacyjnych i sieci telekomunikacyjnych.

## Transport
W transporcie drogowym pod tym pojęciem rozumiane są godziny 6:00 – 9:00 oraz od 15:00 – 18:00, kiedy ludność w dużych miastach porusza się do pracy oraz z pracy. Na drogach głównych w mieście powstaje wtedy korek drogowy. Celem zapobiegania powstawaniu korków w godzinach ruchu zaleca się wcześniejszy wyjazd, korzystanie z komunikacji publicznej lub rozbudowę dróg i obwodnic.